# Maladie de Naxos
Pour les articles homonymes, voir Naxos (homonymie).
 Mise en garde médicale
La maladie de Naxos associe des troubles de la conduction cardiaque du ventricule droit avec parfois une cardiomyopathie et des anomalies des cheveux et de la peau.
Le premier cas fut décrit chez une famille originaire de Naxos. La plupart des malades sont originaires des îles de la mer Égée, de Turquie, d'Israël et d'Arabie saoudite. Le syndrome de Carjaval associe le même phénotype mais c'est le ventricule gauche qui est principalement atteint.
Le signe le plus évident à la naissance est l'existence de cheveux laineux, la peau de la plante du pied s'épaissit au cours de la première année de vie et la cardiomyopathie est toujours présente à l'adolescence. Le risque de syncope mortelle est majeur chez les personnes atteintes. Une insuffisance cardiaque est la manifestation terminale de la maladie.
La mutation pathologique du gène entraîne une mort cellulaire rapide surtout chez les cellules fournissant un effort important et le remplacement cellulaire par du tissu graisseux.
La pose d'un stimulateur cardiaque prévient le risque de Mort subite. Les thérapeutiques cardiaques habituelles des troubles du rythme et de l'insuffisance cardiaque sont utiles. Une transplantation cardiaque est le traitement de l'insuffisance cardiaque terminale.

## Sources
- (en) Nikos Protonotarios, Adalena Tsatsopoulou, Naxos disease: Cardiocutaneous syndrome due to cell adhesion defect in Orphanet Journal of Rare Diseases 2006, 1:4 (13 March 2006)  doi:10.1186/1750-1172-1-4